# I Kutnowska Drużyna Wędrownicza im. Tadeusza Rejtana
I Kutnowska Drużyna Wędrownicza im. Tadeusza Rejtana (inaczej I KDW im. T. Rejtana, dawniej I Drużyna im. T. Rejtana w Kutnie, I Kutnowska Drużyna Harcerska im. T. Rejtana, 93 Mazowiecka Drużyna Harcerska im. T. Rejtana lub 5 Kutnowska Drużyna Harcerska im. T. Rejtana) – kutnowska drużyna harcerska związana z Gimnazjum i Liceum im. Gen. J.H. Dąbrowskiego w Kutnie. Początkowo, przed odzyskaniem przez Polskę niepodległości od 1912 r. drużyna działała w ramach Polskiej Organizacji Wojskowej, następnie zaś w ramach Związku Harcerstwa Polskiego. Pierwsza jednostka harcerska działająca na terenie Kutna i w Hufcu ZHP Kutno im. hm. A. Kamińskiego – z inicjatywy Alojzego Jana Olińskiego ps. „Głowacz”, ucznia Gimnazjum Filologicznego im. Pawła Chrzanowskiego w Warszawie, zastępowego II Warszawskiej Drużyny Harcerskiej im. T. Rejtana, zaistniała jako zastęp harcerski 8 lipca 1916 r., a jako drużyna rok później 26 lipca 1917 r. została zarejestrowana na czele z drużynowym Felicjanem Wiśniewskim.

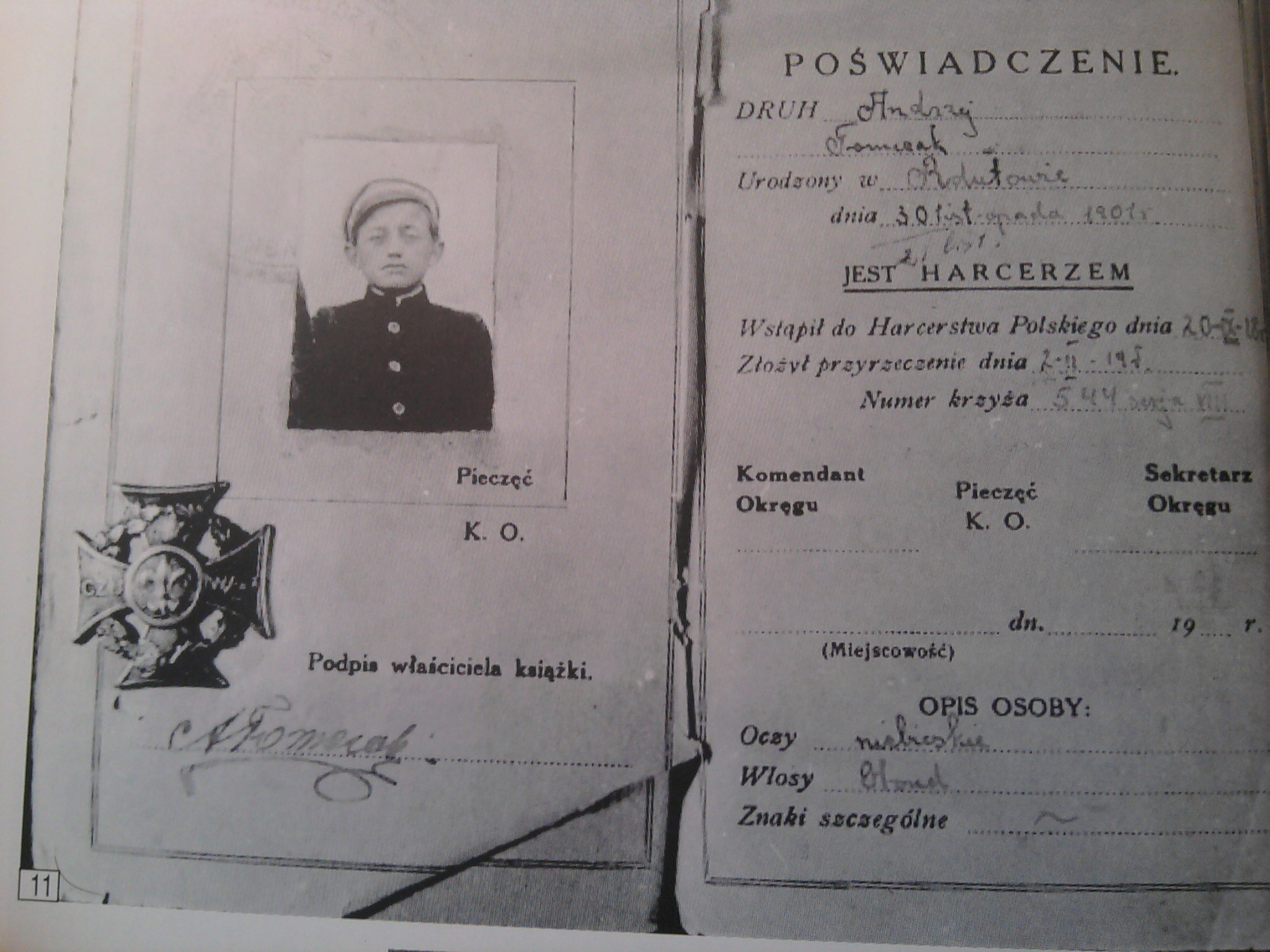
Legitymacja harcerska druha Andrzeja Tomczaka z 1918 r., członka I KDH im. T. Rejtana. W zbiorach muzeum I Liceum Ogólnokształcącego im. Gen. J.H. Dąbrowskiego w Kutnie

We wrześniu 2006 r. drużyna została reaktywowana, wówczas drużynowym został Przemysław Zawadzki – nauczyciel historii i ówczesny wicedyrektor I LO im. Gen. J.H. Dąbrowskiego w Kutnie. Od 2008 r. drużyna należy do Wspólnoty Drużyn Grunwaldzkich. Od 25 września 2009 r. jako jednostka założycielska, I KDW im. T. Rejtana wchodzi w skład I Kutnowskiego Szczepu „Innominata”.
Drużyna działa z połączenia tradycji dwóch historycznych jednostek harcerskich: męskiej I KDH im. T. Rejtana i żeńskiej V ŻDH „Leśna Polana” im. M. Skłodowskiej-Curie.

## Historia

### Początki drużyny

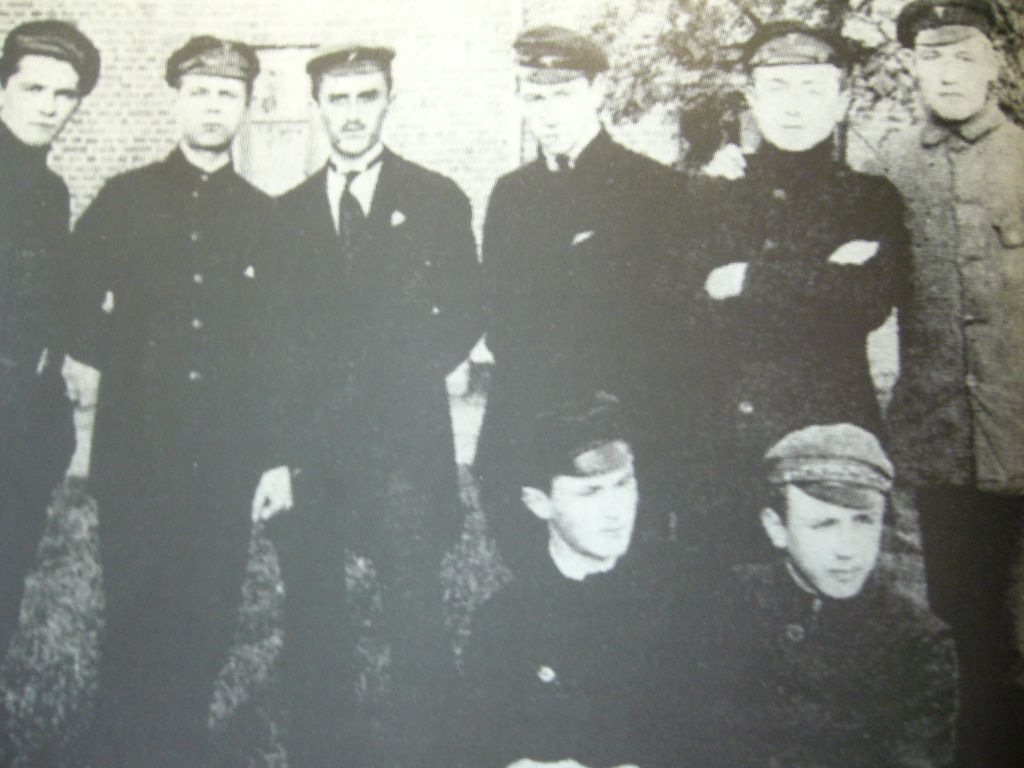
Harcerze I KDH im. T. Rejtana. Od lewej stoją: Józef Kacerka, Józef Suliński, NN, Stanisław Morawski, NN, Wacław Sobczyk. Fot z 1920 r. w zbiorach rodziny Morawskich.

Pierwsze wzmianki dotyczące utworzonego zastępu harcerskiego w Kutnie pochodzą z 1912 r. W tym roku harcerze strzelcy złożyli w Krośniewicach uroczystą przysięgę na świętą walkę z najazdem moskiewskim. W 1913 r. harcerze kutnowscy utworzyli Drużynę Strzelecką, a w 1915 r. jednostkę Polskiej Organizacji Wojskowej. W 1918 r. aktywnie włączyli się w odbudowę niepodległości, 11 listopada 1918 r. członkowie Polskiej Organizacji Wojskowej przejęli obiekty urzędowe w mieście oraz opanowali dworzec kolejowy, gdzie podczas rozbrajania Niemców zabity został Wojciech Rychtelski.

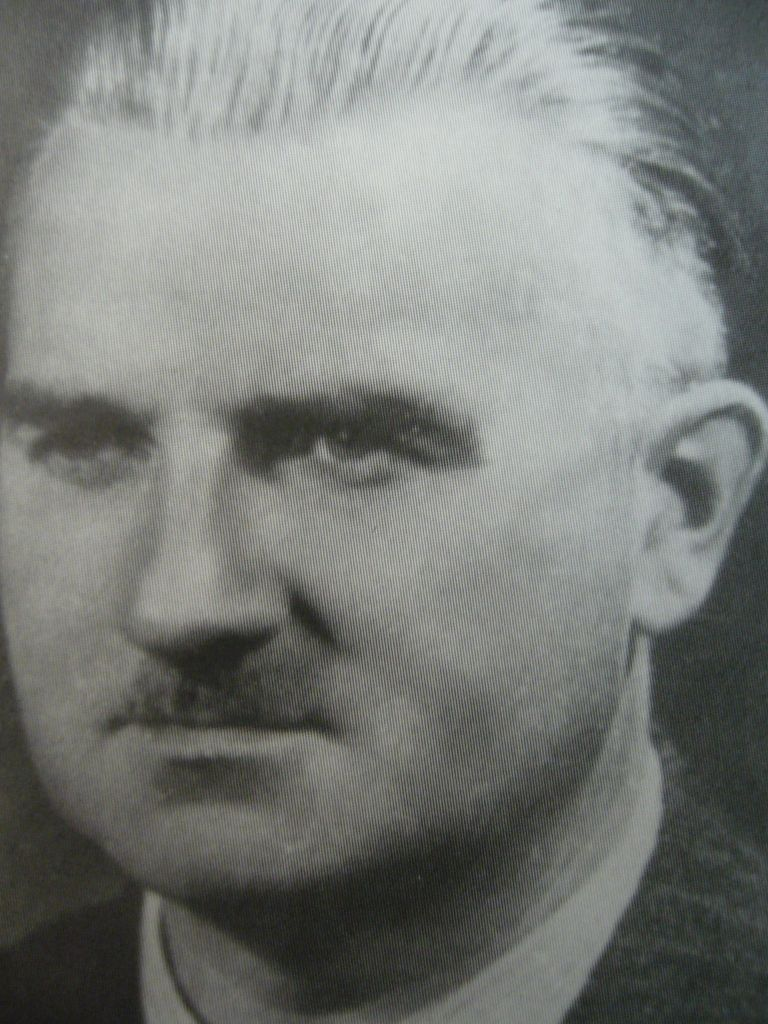
Alojzy Oliński ps. Głowacz – założyciel pierwszej w Kutnie drużyny skautowej w 1916 r.

W 1916 r. z inicjatywy ucznia Gimnazjum Filologicznego im. Pawła Chrzanowskiego w Warszawie, zastępowego II Warszawskiej Drużyny Harcerskiej im. T. Rejtana Alojzego Jana Olińskiego 8 lipca 1916 r. powstał zastęp harcerski złożony z uczniów szkoły kupieckiej (dzisiejsze I Liceum Ogólnokształcące im. Gen. J.H. Dąbrowskiego). W rok później, 6 lipca 1917 r. drużyna z drużynowym Felicjanem Wiśniewskim na czele została zarejestrowana w ZHP. Jednostka przyjęła na swojego patrona Tadeusza Rejtana i ustanowiła kolor pomarańczowy barwami drużyny. Jedną z pierwszych akcji w jakiej I KDH im. T. Rejtana wzięła udział były prace przy sypaniu Kopca Kościuszki (październik 1917 r.) zorganizowane z okazji setnej rocznicy śmierci Naczelnika Siły Zbrojnej Narodowej. 2 lutego 1919 harcerze w harcówce złożyli przyrzeczenie przestrzegania praw skautowych. Dwa tygodnie później – 16 lutego 1919 r. – zorganizowali w Teatrze Miejskim wieczornicę, z której dochód przeznaczony został na zakup warsztatu stolarskiego i introligatorskiego dla szkoły. Na program złożyła się sztuka jednoaktowa „Uczony” i trzyaktowa „Dla Ojczyzny”.
Alojzy Oliński utrzymywał z założoną przez siebie drużyną stały kontakt do 1924 r.
W 1918 i w 1919 r. drużynę prowadzili druhowie Zygmunt Pawłowski i Wacław Sobczyk. Dyrektor Karol Kostro zaopiekował się I Kutnowską Drużyną Harcerską (I KDH). Jedno z pomieszczeń bursy przeznaczył na harcówkę, gdzie w porze jesienno-zimowej harcerze odbywali zbiórki, przyrzeczenia, wieczorki.
Harcerze już od 1917 r. brali udział we wszystkich manifestacjach patriotycznych i świętach narodowych np. 3 Maja, a później 9 listopada (w 1919 r.), następnie 11 listopada. Brali udział w wielu akcjach społecznych, m.in. w listopadzie 1919 r. przeprowadzili zbiórkę odzieży i pieniędzy na potrzeby wojska.

### Wojna polsko-bolszewicka

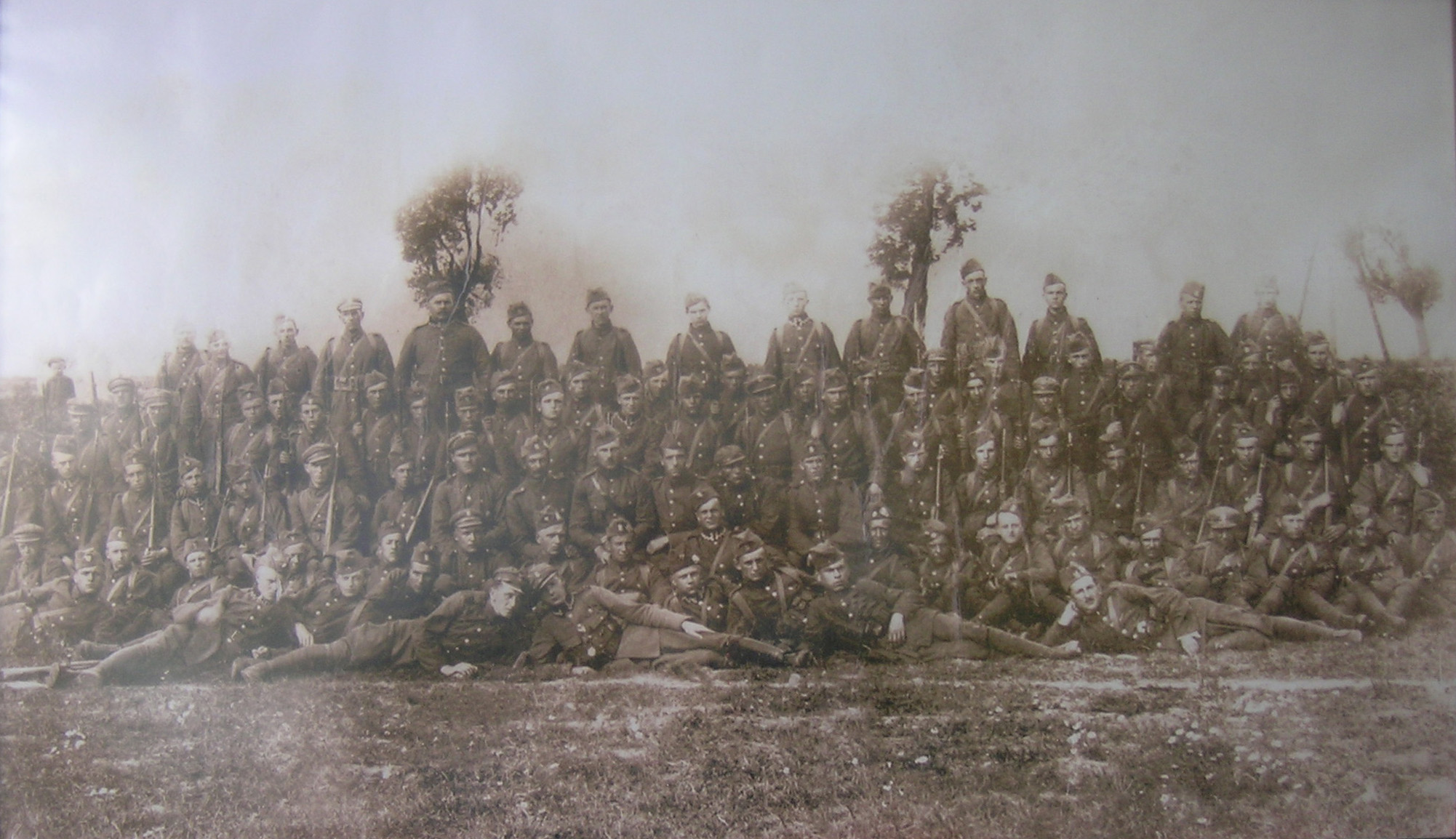
Żołnierze Harcerskiej Kompanii Szturmowej 37 Łęczyckiego Pułku Piechoty przed wymaszerowaniem na front w 1920 r.

W styczniu 1920 r. harcerze z komendantem Stanisławem Woyczyńskim odwiedzili przebywających na froncie żołnierzy 37 pułku piechoty Ziemi Łęczyckiej, poinformowali ich o sytuacji w kraju i stosunku ludności do żołnierzy. 14 lipca 1920 r. na apel Komendanta Hufca, nauczyciela gimnazjum profesora Stanisława Woyczyńskiego harcerze I Kutnowskiej Drużyny Harcerskiej zgłosili się, by wziąć udział w wojnie z zagrażającymi niepodległości kraju bolszewikami. Utworzyli harcerską kompanię szturmową 37 pułku piechoty, która 8 sierpnia 1920 r. wyruszyła na front. Wzięli udział m.in. 19 sierpnia 1920 r. w zwycięskiej bitwie pod Baboszewem, bitwach pod Rohatynem, Złoczowem, Zgniłą Lipką, Złotą Lipą, Horyńcem i obronie dostępu do przeprawy mostowej w Górze Kalwarii.
Podczas walk poległo pięciu harcerzy: Władysław Borowski, Maksymilian Jasiński, Leon Krawczyk, Zygmunt Kurzyński i Albin Zydorczak. W czasie I Zjazdu Wychowanków Szkoły 5 czerwca 1938 r. w korytarzu I Liceum Ogólnokształcącego im. Gen. J.H. Dąbrowskiego w Kutnie umieszczono tablicę upamiętniającą te ofiary i wszystkich, którzy wymaszerowali na front.
W październiku 1920 r. po zakończeniu działań zbrojnych, młodzież została zdemobilizowana dla podjęcia przerwanej nauki. A po zawarciu pokoju idee harcerstwa wróciły w nurt typowego skautingu.

### Lata 20. XX w.
W czerwcu 1921 r. profesor Stanisław Woyczyński opuścił Kutno, a opiekę nad drużyną i stanowisko Komendanta Hufca objął profesor Józef Targowski. Drużyna reprezentacyjna wzięła udział w zlocie we Włocławku 4–5 czerwca 1922 r. uzyskując wyróżnienie Komendy Chorągwi. W wakacje harcerze uczestniczyli w kursach wakacyjnych – sanitarnych, na wyższe stopnie harcerskie, wychowania fizycznego i innych. Dh Eugeniusz Karpiński z I KDH jako pierwszy z kutnowskich harcerzy zdobył stopień ćwika, a Zdzisław Ciechowicz wywiadowcy. Ćwiczenia musztry, gimnastyki i gry w piłkę nożną dla harcerzy prowadził 37 Łęczycki pułk piechoty.
Z inicjatywy członków drużyny w końcu 1921 r. z inicjatywy działacza społecznego Apolinarego Małeckiego powstał Rzemieślniczy Harcerski Klub Sportowy „Kutnowianka” uprawiający piłkę nożną. Rekrutował się głównie z harcerzy I KDW im. T. Rejtana i z absolwentów gimnazjum.
Od 1923 r. Komenda Hufca ZHP Kutno organizowała samodzielne obozy wakacyjne, w których uczestniczyli harcerze I KDH im. T. Rejtana. Drużyna liczyła 40 harcerzy i 28 młodzików, na jej czele stał drużynowy Teofil Karpiński. Dyrektor Kostro powierzył harcerzom warsztaty stolarskie, a oni sami uzupełnili sprzęty i narzędzia.

### Lata 30. XX w.

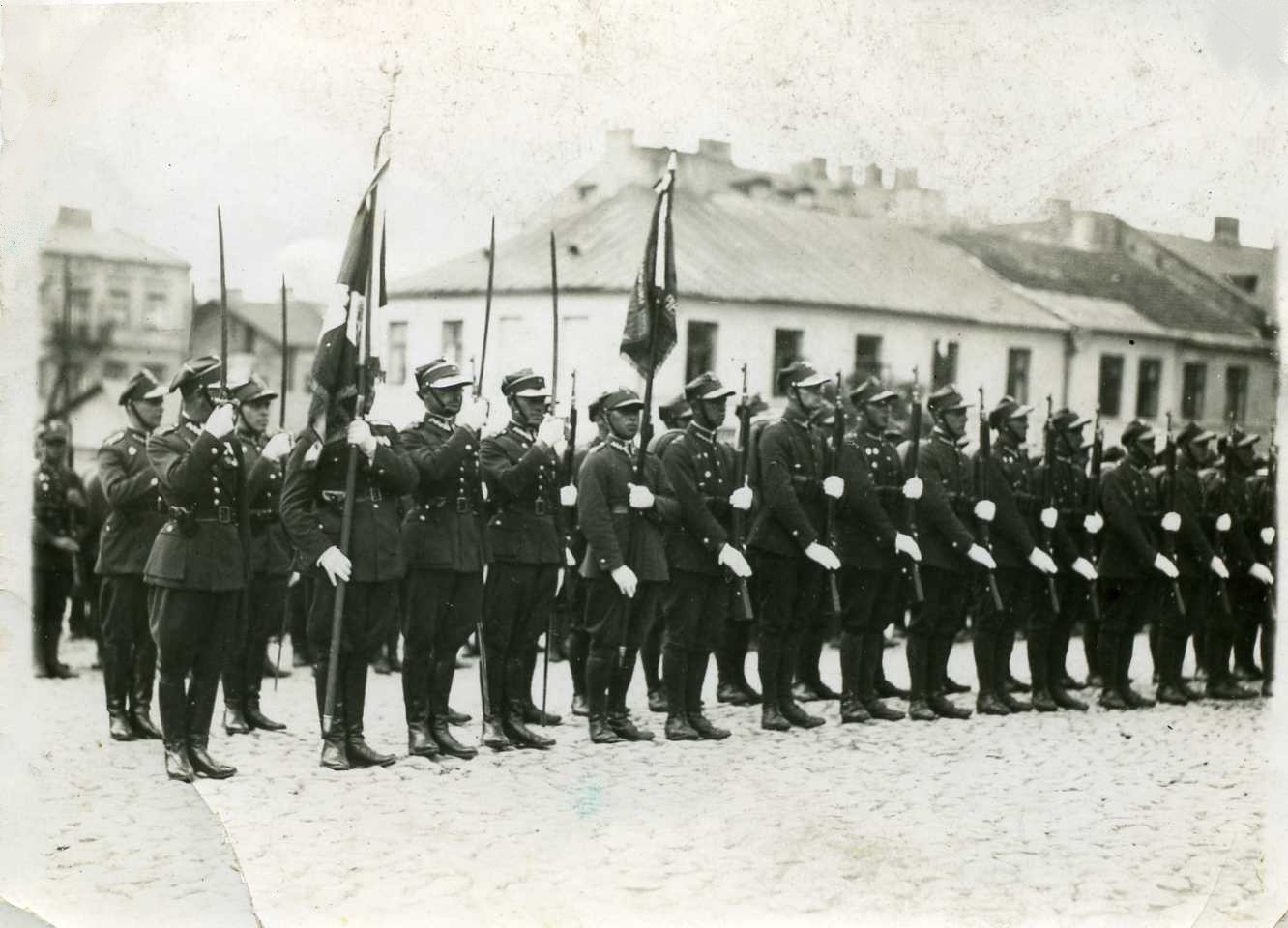
Kompania honorowa 37 Pułku Piechoty z nowym sztandarem oraz po prawej ze sztandarem Harcerskiej Kompanii Szturmowej 37 Pułku Piechoty 26 maja 1934 r.

Od 1930 r. nastąpiła zmiana nazwy drużyny na 93 Mazowiecką Drużynę Harcerską (93 MDH), liczyła 23 harcerzy i dzieliła się na trzy zastępy – Kogutów, Lisów i Orłów. Po T. Karpińskim funkcję drużynowego pełnili: Jan Podczaski, Karol Dobiński, Leon Niedzielski, Lech Bukalski, Antoni Kamiński, Antoni Łuczyński, Henryk Steczkowski (1934–1936), Hendryk Hiller (1936–1937), Wiesław Sikorski (1937–1939). Z ramienia rady pedagogicznej nad drużyną sprawowali opiekę następujący nauczyciele – od 1928 r. Eugeniusz Piekarczyk, a w latach 1935–1939 por. Jan Bryniczka, który zginął walcząc w bitwie nad Bzurą. W 1931 r. harcerze zorganizowali obóz w Nadwórnej, podczas którego brali udział w wycieczkach śladami Legionów Józefa Piłsudskiego m.in. do Lwowa, Rarańczy, Rafajłowej.
Nową formę pracy harcerskiej w Kutnie zapoczątkowało powołanie w 1931 r. zastępu żeglarskiego przy 93 Mazowieckiej Drużynie Harcerskiej im. T. Rejtana w Gimnazjum im. gen. J.H. Dąbrowskiego, złożonego z harcerzy drużyny, którzy zajęli się budową kajaków. W wyniku pracy tego zastępu harcerze kutnowscy uczestniczyli w 1934 r. w spływie kajakowym Ochnia – Bzura – Wisła, w związku ze zlotem wodnym Chorągwi Mazowieckiej pod Płockiem.
W 1936 r. 93 Mazowiecka Drużyna Harcerska im. T. Rejtana rozbiła obóz w pobliżu Nowego Targu. Program szkolenia obejmował terenoznawstwo, samarytankę, sygnalizację, umiejętność sporządzania posiłków i pionierkę. Harcerze odbyli wycieczki do Zakopanego, na Kasprowy Wierch i Halę Gąsienicową.
V Żeńska Drużyna Harcerska „Leśna polana” im. Marii Skłodowskiej-Curie powstała w gimnazjum w 1934 r. Najpierw Stanisława Bryniczka powołała zastęp próbny złożony z 11 druhen z zastępową Anną Wolinówną (Szumańską), która następnie została drużynową. W 1937 r. drużyna liczyła 50 druhen zorganizowanych w pięciu zastępach: Ziół, Mrówek, Szyszek, Korzeni. Przyboczną wówczas była Janina Fajkowska.
W latach 1938–1939 wobec narastającego niebezpieczeństwa wybuchu wojny harcerze przeprowadzili ćwiczenia obrony przeciwlotniczej i przeciwgazowej. W czerwcu 1939 r. w hufcu ogłoszono stan pogotowia zawierający wskazówki dla drużyny na wypadek wojny. Drużyny starszych harcerzy zostały podporządkowane komendantowi Przysposobienia Wojskowego.

### II wojna światowa i okupacja

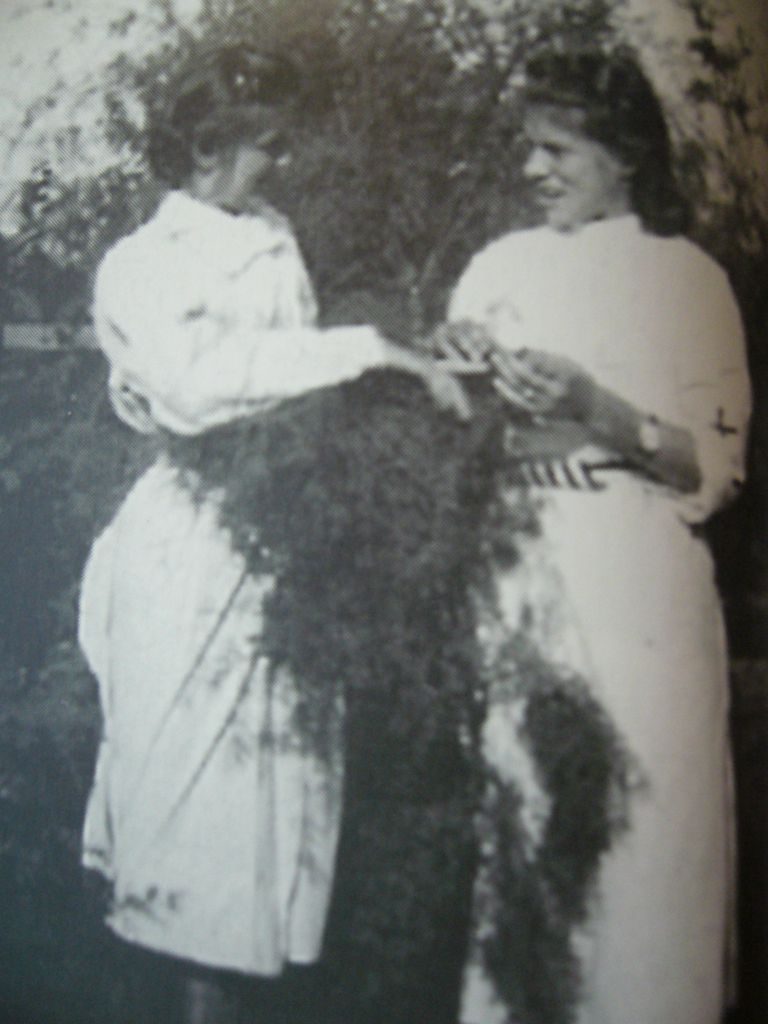
Harcerki sanitariuszki w szpitalu polowym w gimnazjum we wrześniu 1939 r. Przed dyżurem Maria Kałużna-Krzemińska (od lewej) i Janina Jabłońska.

1 września 1939 r. wybuchła II wojna światowa. Budynek Gimnazjum im. Gen. J.H. Dąbrowskiego w Kutnie został przystosowany dla potrzeb szpitala wojskowego. Sprzęty szkolne znalazły się na boisku, a w izbach lekcyjnych łóżka polowe. Harcerze i młodzież przeszkoleni na kursach PCK i Przysposobienia Wojskowego zameldowali się na stanowiskach wyznaczonych przez rozkaz „pogotowia”: kopali schrony, dozorowali linie telefoniczne, prowadzili kuchnię polową na dworcu. Po bombardowaniu dworca kolejowego 3 września uzbrojeni w karabiny ręczne przez Komendę Przysposobienia Wojskowego ochotnicy harcerze i młodzież nie zrzeszona grupami odmaszerowali bronić Warszawy odprawiani przez komendanta PW por. Jerzego Gajewskiego.
3 września 1939 r. około godziny 15.00 Kutno ponownie zostało zbombardowane. Bomby trafiły w Zakłady Chemiczne S.A. przy ul. Krośniewickiej (obecnie ul. Mickiewicza), wzniecając ogromny pożar widoczny wieczorem w odległym o 22 km Piątku. Płonęło kilkaset hektolitrów spirytusu w ogromnych zbiornikach i w strumieniu wylewającym się na pobliską ulicę. Wśród żołnierzy z ochrony zakładu byli zabici i ranni. Podczas tego nalotu ciężkie rany odniósł dh Adam Krawczyk z 93 MDH im. Tadeusza Rejtana. Do akcji ratowniczej – lokalizacji pożaru i pomocy rannym zgłosili się druhowie: Bolesław i Jerzy Stawowcy, Marian Wasiński, Czesław Karolewski, Marceli Krzymiński, Marian Kamela i Stanisław Musielak.
Już na początku wojny w pierwszych dniach września zbierało się wiele grup ochotników, którzy ruszali do obrony Warszawy. Z pierwszej grupy do stolicy dotarli Janusz Krzemiński, Zdzisław Ancerowicz, Marian Wasiński i Henryk Sieczkowski. Wszyscy zostali wcieleni do 1 Ochotniczego Pułku Obrony Warszawy. Druh Zdzisław Ancerowicz poległ w walkach na placu Grzybowskim, zaś druh Marian Wasiński na przedmieściach. Trzech harcerzy 93 MDH im. T. Rejtana zaginęło bez wieści: Henryk Makuła, Tadeusz Sochaczyński i Zbigniew Mickiewicz. Harcerze zaciągali się do szeregów Armii Krajowej lub innych formacji i walczyli z okupantem.
Od początku wojny zwłaszcza od rozpoczęcia Bitwy nad Bzurą do budynku szkoły napływali żołnierze. Harcerze z 93 MDH im. T. Rejtana pomagali rannym. Po przegranej kampanii wrześniowej Niemcy zezwolili na krótki okres na naukę w gimnazjum. Lecz z dniem 17 lutego 1940 r. zakazano nauki w szkole.
Na przełomie października i listopada 1939 r. powstaje na terenie Kutna tajna organizacja wojskowa – Komenda Obrońców Polski. Konspiracyjny system organizacyjny formacji opierał się na tzw. „trójkach”. Polegało to na tym, że 3 konspiratorów znało się osobiście, tworząc podstawową komórkę organizacyjną. Jeden z trójki należał do innej, hierarchicznie wyższej, skąd przychodziły rozkazy, instrukcje i polecenia, jako podstawowej formy łączności. Działalność tajnej organizacji miała początkowo charakter sabotażowo-wywiadowczy, czyli zbieranie informacji wojskowych, kolportowanie podziemnej prasy m.in. „Polska Żyje”, zbieranie wiadomości o znalezionej broni, jej zabezpieczaniu i konserwacji, organizowaniu przerzutów do Generalnej Guberni zagrożonych aresztowaniem ludzi. Wiosną 1941 r.organizacja została zdekonspirowana w Warszawie i na skutek braku łączności przestaje działać również na terenie Kutna.
Harcerki przebywające w Kutnie, mimo ogromnych represji ze strony okupanta, pełniły swoje obowiązki prowadząc tajne nauczanie wśród pozostałej młodzieży polskiej. Niejednokrotnie w pracy pedagogicznej wykorzystywały harcerskie metody wychowania. Należały do nich nauczycielki – Pelagia Ładykowska, Anna Sobczak i Barbara Adamczyk, wówczas uczennica IV klasy Gimnazjum im. gen. J.H. Dąbrowskiego.
Członkowie 93 MDH im T. Rejtana polegli na frontach II wojny światowej: Zdzisław Ancerowicz (1939 – obrona Warszawy), prof. ppor. Jan Bryniczka (1939 – bitwa nad Bzurą), Ryszard Ernest (1944 – powstanie warszawskie), Włodzimierz Frankowski (1939 – pod Głownem), Józef Galicki (zamordowany w obozie koncentracyjnym), Marian Geromin (1944 – powstanie warszawskie), Antoni Kamiński (zamordowany w obozie koncentracyjnym w 1945), Henryk Kautz, Stanisław Kołakowski (1944 – powstanie warszawskie), Jan Koniarek (1945 – zamordowany w obozie koncentracyjnym w Mauthausen), Eugeniusz Łukasiewicz (1944), Henryk Makuła (1939 – zaginął), Marian Marczak (zamordowany w obozie koncentracyjnym), Andrzej Seroczyński (1944 – Warszawa), Tadeusz Sochaczywski (1939 – zaginął), Henryk Sieczkowski (1944 – Kampinos), Wiesław Sikorski (1945 – zamordowany w obozie koncentracyjnym w Mauthausen), Stanisław Tarczyński (zamordowany w obozie koncentracyjnym).
Członkinie V ŻDH „Leśna Polana” im. M. Skłodowskiej-Curie poległe na frontach II wojny światowej: Halina Kenska (1944 – powstanie warszawskie), Janina Wrońska (1944 w Warszawie).

### Czasy powojenne
W grudniu 1945 r. została zamieszczona w wykazie zarejestrowanych drużyn 5 Kutnowska Drużyna Harcerska im. Tadeusza Rejtana, w której obowiązki drużynowego pełnił L. Modrzejewski. Również w tym roku rozpoczęła pracę 3 Żeńska Drużyna Harcerska „Leśna Polana” im. Marii Skłodowskiej-Curie. Do 1 września 1945 r. drużynową była Barbara Adamczyk (Głuch), a w latach 1945–1946 Maria Jaczynowska, przyboczną Jadwiga Dworek (Kołodziejska), która w latach 1947–1948 była drużynową.

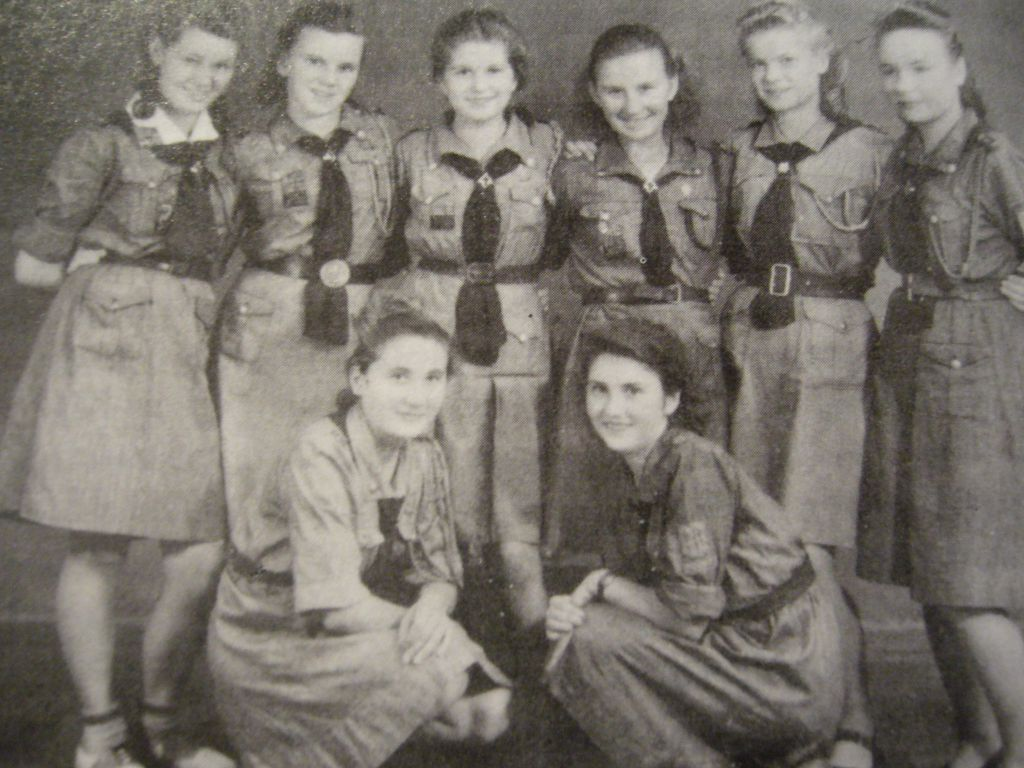
3 Żeńska Drużyna Harcerska „Leśna Polana” im. Marii Skłodowskiej-Curie w 1947 r.

W 1949 r. po utworzeniu Komendy Hufca nastąpiła nowa rejestracja drużyn harcerskich. Drużynę zarejestrowano w styczniu na podstawie uzgodnienia z władzami ZMP. Liczyła wówczas 34 harcerzy umundurowanych w 4 zastępach.
W następnych latach (1950–1955) działalność drużyny była słabsza. Natomiast od 14 marca 1956 r. ożywiła się, a opiekunem tych drużyn był Tadeusz Kozera – nauczyciel WF w I Liceum Ogólnokształcącym im. Gen. J.H. Dąbrowskiego w Kutnie.
W latach 1957–1958 powstał Szczep ZHP składający się z 4 drużyn harcerskich i 2 gromad zuchowych. Do żeńskiej drużyny im. E. Plater należały uczennice klas licealnych VIII-XI. Drużyna męska im. T. Rejtana obejmowała uczniów klas VIII-XI. Do drużyn młodszych należały uczennice i uczniowie klas V-VII. Do zuchów z klas II-IV. Pracą szczepu ZHP kierował phm. Zbigniew Pawłowski – nauczyciel PW. Drużynami młodszymi opiekowali się nauczyciele Halina Kierzkowska, Stanisław Korczakowski oraz drużynami zuchowymi Krystyna Szefler – Utnicka, Krystyna Stępnowska, a drużynami starszoharcerskimi Tadeusz Kozera.

### Lata 70. XX w.
W 1970 r. grupa harcerzy utworzyła przy liceum harcerski kabaret „Pingwinek”, działający do dzisiaj. Inicjatorem, opiekunem i reżyserem kabaretu był, absolwent I LO im. Gen. J.H. Dąbrowskiego, wychowanek harcerstwa hm. Leszek Wituszyński. W latach 1971–1972 przez Radę Szczepu było organizowane zimowisko dla 40 uczestników w Bukowinie Tatrzańskiej. Komendantem zimowiska był Zbigniew Pawłowski.
W 1973 wiodącą organizacją został ZHP pracujący poprzez drużyny HSPS (Harcerska Służba Polsce Socjalistycznej). W tym okresie w każdej klasie istniała drużyna harcerska HSPS, a opiekunem był wychowawca klasy, a wcześniejsze jednostki harcerskie zostały zlikwidowane. W następstwie tych zarządzeń w 1973 r. I KDH im. T. Rejtana przestała istnieć jako jednostka harcerska.

### Lata 80. XX w.
Z inicjatywy komendanta szczepu dh. Grażyny Matczak powstała harcówka, w której gromadzono pamiątki i eksponaty z historii harcerstwa. Odbywały się tam zbiórki. W 1985 roku harcówka uległa zniszczeniu przez pożar, który strawił prawie wszystkie zgromadzone eksponaty.

### Lata 90. XX w.
Jest to okres przemian społeczno-politycznych i reform gospodarczych, w wyniku których zaczęła zanikać praca i działalność organizacji młodzieżowych, w tym również harcerstwa. W tym okresie, w szkole, działała drużyna harcerska „Nietoperze” prowadzona przez Marzannę Żukowską – nauczycielkę biologii.

### 2006-teraz

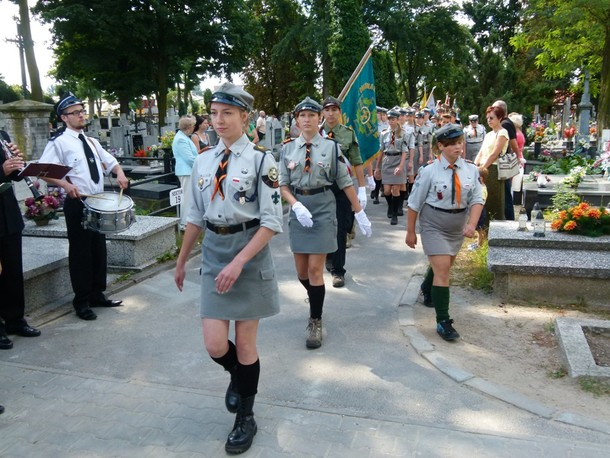
Phm Anna Kamela – drużynowa prowadząca kolumnę Drużyny Reprezentacyjnej Hufca ZHP Kutno 15 sierpnia 2013 r.

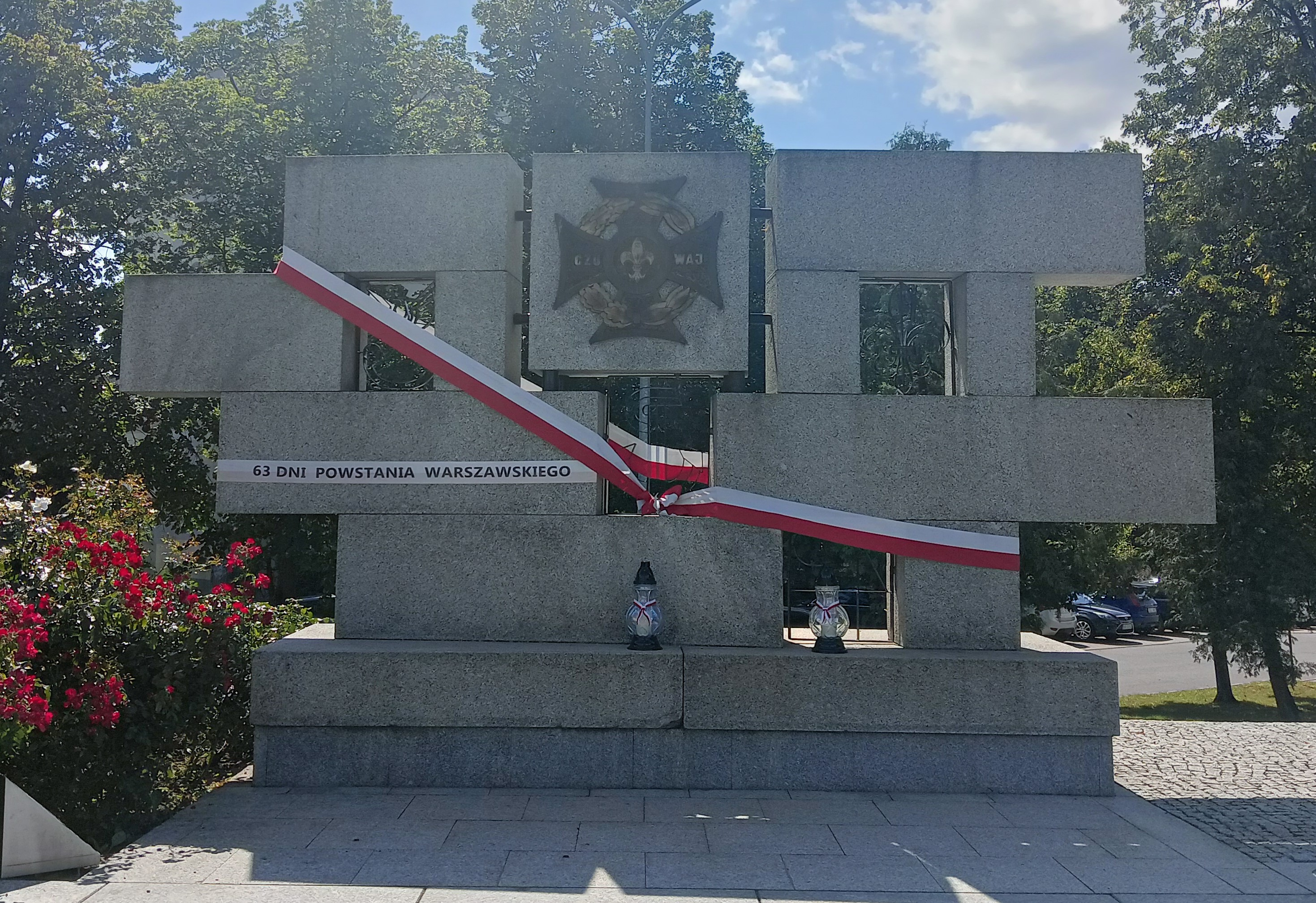
Pomnik poległych Harcerzy i Harcerek w Kutnie

We wrześniu 2006 r. drużyna została reaktywowana i przyjęła nazwę I Kutnowskiej Drużyny Wędrowniczej im. T. Rejtana. Drużynowym został pwd. Przemysław Zawadzki – nauczyciel historii. Podczas tego okresu drużyna miała wiele sukcesów, m.in.
- I miejsce na XXX Ogólnopolskim Rajdzie Wisła w 2007 r.
- I miejsce w grze „Wehikuł Czasu” podczas Obchodów Święta Chorągwi Łódzkiej 8 września 2007 r. w Łodzi.
- Tytuł „Drużyny Grunwaldzkiej” na Zlocie Wspólnoty Drużyn Grunwaldzkich w 2008 r.
- III miejsce w XXIV Kopernikańskim Rajdzie Harcerskim w 2008 r.
- II miejsce na trasie nr I o puchar Naczelnika ZHP 50 Harcerskiego Rajdu Świętokrzyskiego w 2008 r.
- II miejsce w XXV Kopernikańskim Rajdzie Harcerskim w 2009 r.
- I miejsce na VI Zimowym Harcerskim Rajdzie Nocnym „Szlakiem Majora Hubala” 12–14.02.2010 r.
- III miejsce na XXXIII Ogólnopolskim Harcerskim Rajdzie „Wisła” – na trasie wędrowniczej – Płock 21–23.05.2010 r.
- I miejsce w grze terenowej „Na ratunek miastu” podczas XXXIII OHR „Wisła” 22.05.2010 r.

W nocy z 25 na 26 września 2009 r. na biwaku z Grunwaldzkim Ogniem „Noc Szarych Szeregów” w Byszewie utworzono I Kutnowski Szczep „Innominata”. W skład szczepu weszło wówczas 6 jednostek: 6 GGZ „Nutki”, VI GDH „Traperzy”, 10 GDH „Per Pedes”, DHNS „Szare Wilki”, 8 DSH „Ignis” oraz I KDW im. T. Rejtana.

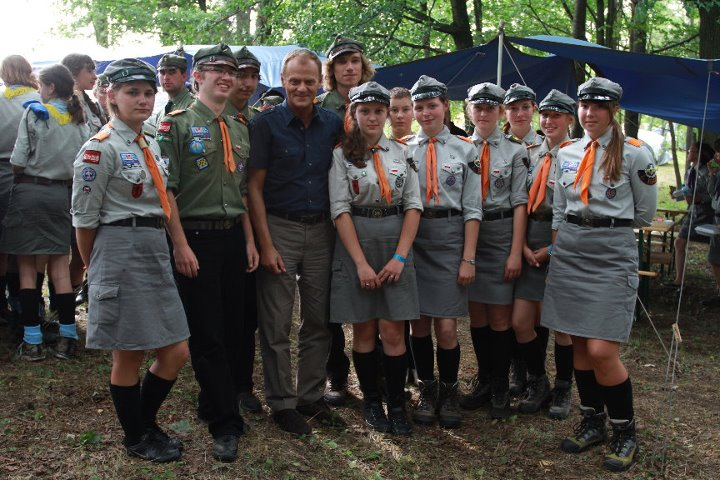
I KDW im. T. Rejtana podczas spotkania z premierem Donaldem Tuskiem w trakcie Zlotu Grunwaldzkiego 2011

24 września 2010 r. odbyła się coroczna zbiórka wyborcza drużyny, podczas której nową drużynową wybrana została pwd. Anna Kamela.
W następnych latach, po wyborze nowej drużynowej, drużyna odniosła następujące sukcesy:
- Odnalezienie w Muzeum Harcerstwa podczas Jubileuszowego Zlotu Stulecia Harcerstwa „Kraków 2010” zaginionego sztandaru drużyny.
- III miejsce na trasie wędrowniczej XXVIII Rajdu Kopernikańskiego 18–20.02.2011 r.
- III miejsce w VII Zimowym Rajdzie Wędrowniczym „Czarny Szlak” 1–4.03.2012 r.
- III miejsce na I trasie o puchar Naczelniczki ZHP 54 Harcerskiego Rajdu Świętokrzyskiego 31.05-3.06.2012 r.

Drużyna wyspecjalizowała się w wielu dziedzinach, m.in. w pierwszej pomocy – pełniła funkcję pomocy medycznej podczas wielu imprez kulturalnych, np. zabezpieczaniu rekonstrukcji bitwy pod Grunwaldem podczas Ogólnopolskich Zlotów Grunwaldzkich w latach 2009–2011. W drużynie jest aktualnie wielu ratowników kwalifikowanych pierwszej pomocy. Organizowali również obozy żeglarskie na Mazurach, które odbyły się w 2009, 2010 i 2011 r. Drużyna uprawia również turystykę górską i trekking, organizując wiele rajdów górskich, m.in. rajd po Pieninach, Beskidach i Gorcach 3–11 sierpnia 2010 r. Tradycją drużyny stały się wyjazdy w Tatry do Ośrodka „Głodówka” w Bukowinie Tatrzańskiej, gdzie miały miejsce liczne nadania stopni harcerskich. W tym miejscu brali również udział w przekazywaniu Betlejemskiego Światła Pokoju w 2008, 2010 i 2013 r. W tym czasie zorganizowano wiele cyklicznych biwaków drużyny i szczepu w Byszewie i Klonowcu Starym. Co roku szczep organizuje wyjazd SIEW (Szczepowy Integracyjno-Edukacyjny Wyjazd), który ma na celu integrację środowiska harcerskiego i zuchowego oraz edukację i ukazywanie ciekawych miejsc. Takimi miejscami były: 2012 – Warszawa – Grób Nieznanego Żołnierza, Muzeum Chopina i spotkanie z hm. Małgorzatą Sinicą Naczelniczką ZHP, 2013 – Łódź i Studio Filmowe Semafor. Kolejną coroczną imprezą, w której szczep bierze udział jest Szczepowe Jamboree On The Trail, podczas którego harcerze spotykają się na szlaku i poznają swój region (2012 – Łęczyca, 2013 – Płock 2014 – Łowicz i spotkanie z JE biskupem Andrzejem Franciszkiem Dziubą w bazylice katedralnej Wniebowzięcia NMP i św. Mikołaja).
11 listopada 2010 r. odbyło się uroczyste przekazanie odnalezionego sztandaru I KDW im. T. Rejtana na pl. Piłsudskiego w Kutnie przez prezydenta miasta Zbigniewa Burzyńskiego.
24 września 2011 r. decyzją Rady Szczepu do szczepu przyjęta została 1 DH „Olibachory” w Klonowcu Starym.
W lutym 2012 r. przy szczepie otwarty został Kutnowski Krąg Instruktorski „Dewajtis”, który istniał kilka miesięcy.
28 kwietnia 2012 r. decyzją Rady Szczepu do szczepu przyjęte zostały trzy gromady zuchowe: GGZ „Śmiali Wszędobylscy”, GGZ „Bajkowe Skrzaty”, GGZ „Krasnoludkowy Ród”.
W dniach 4–14 sierpnia 2012 r. szczep zorganizował pierwszy obóz w Ocyplu.
W grudniu 2012 r. przy szczepie otwarty został 93 Kutnowski Krąg Instruktorski „Skalnica” przyjmując numer jednostki, jako numer nawiązujący do tradycji I KDW im. T. Rejtana – numer 93 był numerem drużyny.

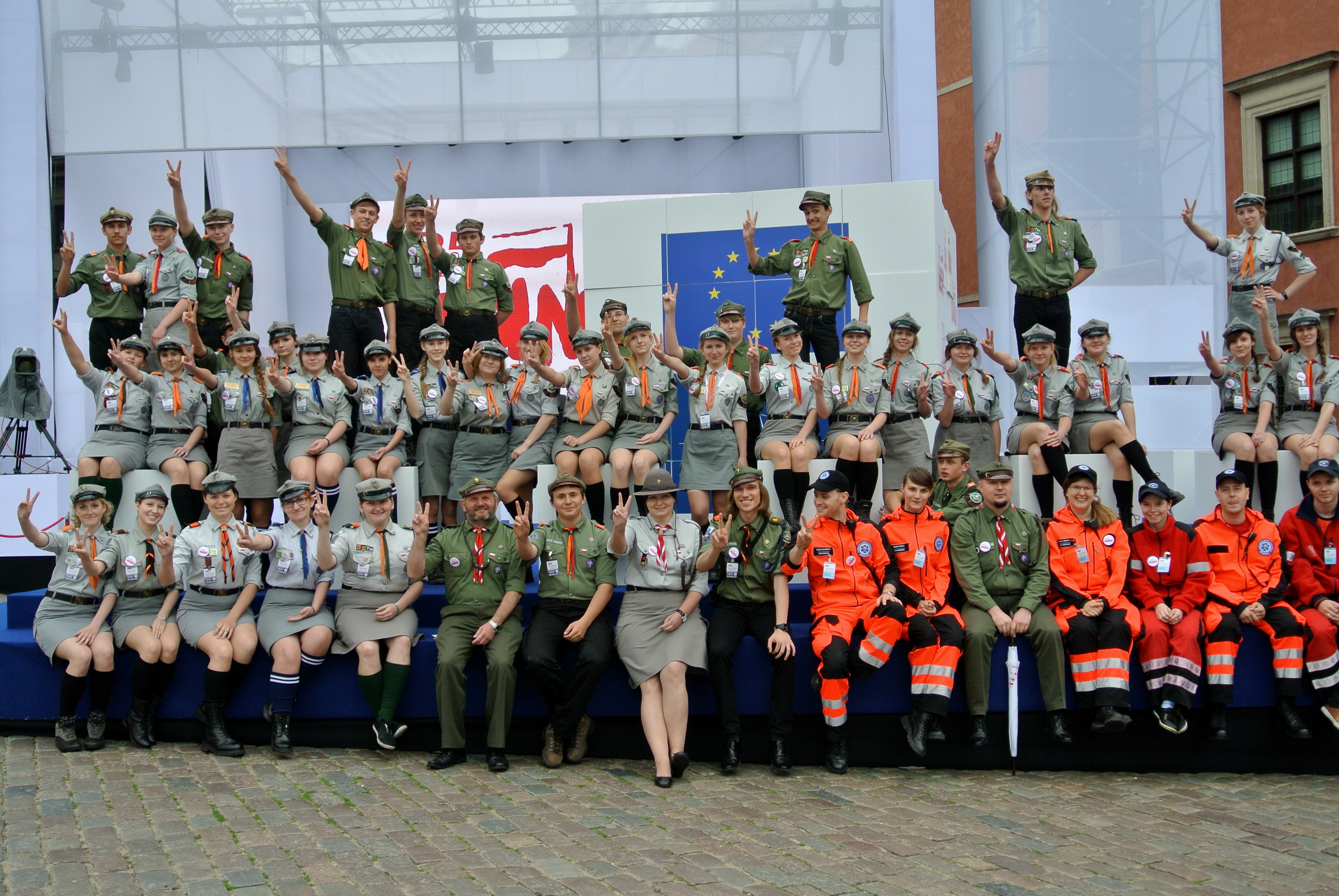
Harcerze I Kutnowskiego Szczepu „Innominata” podczas obchodów Święta Wolności 4 czerwca 2014 r.

22 czerwca 2013 r. Rozkazem L.9/2013 Komendantki Hufca ZHP Kutno, po ponad rocznej poprzedzającej to wydarzenie kampanii bohater realizowanej we wszystkich jednostkach, I Kutnowskiemu Szczepowi „Innominata” nadano imię Harcerskiej Kompanii Szturmowej 37 Pułku Piechoty.
W lipcu 2013 r. harcerze I KDW im. T. Rejtana wzięli udział w I Rajdzie Szlakiem Kurierów Tatrzańskich na trasie Zakopane – Budapeszt – Zakopane przez górę Karb – górę Błyszcz – Strebske Pleso – Tatrzańską Łomnicę – Vydrník – górę Rysy – Spiskie Tomaszowice – Słowacki Raj – Csobánkę.

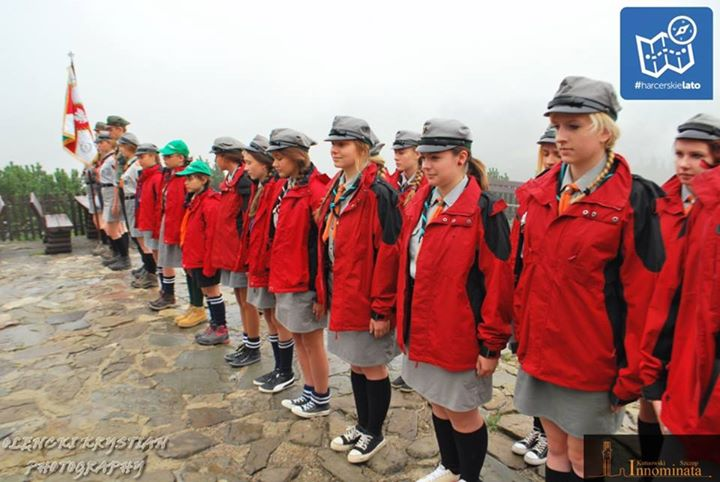
II obóz szczepu w schronisku pod Durbaszką koło Jaworek w Pieninach w sierpniu 2014 r.

W grudniu 2013 r. harcerze I KDW im. T. Rejtana wyjechali do Zakopanego w celu odebrania Betlejemskiego Światła Pokoju z rąk skautów słowackich. Podczas wyjazdu odbyły się dwie wycieczki górskie. W drodze powrotnej harcerze uroczyście przekazali Światło na ręce hm. Ewy Grabarczyk Komendantki Chorągwi Łódzkiej ZHP.
Harcerze szczepu jako 40-osobowa reprezentacja Związku Harcerstwa Polskiego wzięli udział w obchodach Święta Wolność i 4 czerwca 2014 r. w Warszawie na placu Zamkowym. W strefie VIP służyli pomocą członkom Korpusu Dyplomatycznego oraz gościom zgromadzonym na placu. W uroczystości wzięło udział 18 delegacji głów państw m.in. Prezydent Stanów Zjednoczonych Barack Obama, Czech Miloš Zeman, Słowacji Ivan Gašparovič, Węgier János Áder, Litwy Dalia Grybauskaitė, Łotwy Andris Bērziņš, Rumunii Traian Băsescu. Łącznie do Warszawy przyjechały delegacje prawie 50 państw. Gospodarzem uroczystości był Prezydent Rzeczypospolitej Polskiej Bronisław Komorowski.
W czerwcu 2014 r. 1 DH „Olibachory” w Klonowcu Starym została przemianowana na 1 Wielopoziomową Drużynę Harcerską w Klonowcu Starym.
W dniach 4–10 sierpnia 2014 r. harcerze zorganizowali drugi obóz szczepu w Schronisku Górskim „Pod Durbaszką” koło Jaworek w Pieninach.
W trakcie działalności pwd. Olgi Rosiak jako drużynowej, drużyna zajęła I miejsce na 9. Zimowym Rajdzie Wędrowników „Czarny Szlak” 2016.

## Sztandar

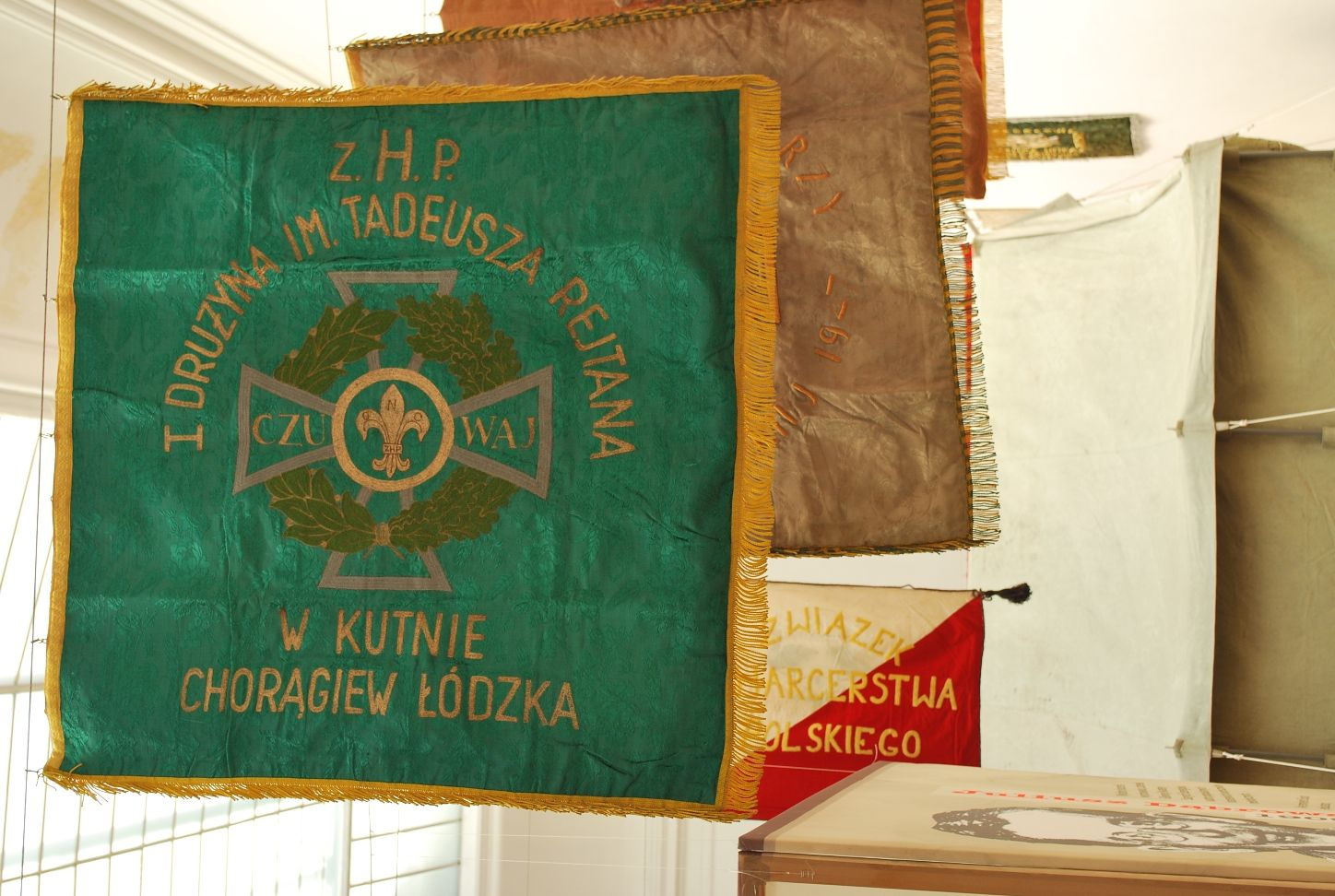
Sztandar I Kutnowskiej Drużyny Wędrowniczej im. T. Rejtana w zbiorach filii Muzeum Harcerstwa w Krakowie w 2010 r.

Według relacji Lucyny Morawskiej-Dwornickiej komendant Stanisław Woyczyński zabrał na wojnę i nosił w plecaku przygotowany wcześniej na uszycie harcerskiego sztandaru płat tkaniny, który został przestrzelony w jednej z bitew, ocalając życie komendantowi. Na oryginalnym sztandarze jest widoczna dziura po pocisku. Harcerze wymaszerowali na front 8 sierpnia 1920 r. Sztandar został wykonany po wojnie w 1920 r. przez druhnę Lucynę Morawską z pomocą kilku innych harcerek. Emblematy sztandaru zaprojektowali Lucyna Morawska i Kazimierz Modliński. Uroczyste przekazanie sztandaru miało miejsce 23 stycznia 1922 r. Na drzewcu zwieńczonym orłem zarząd miasta umieścił srebrną tabliczkę z napisem „Harcerzom Ochotnikom na pamiątkę zwycięskich walk w obronie Ojczyzny – Miasto Kutno 1920 r.”. Funkcję chorążego pełnił wówczas Eugeniusz Filipowicz. Po powrocie z frontu sztandar harcerski został również udekorowany przez władze miasta srebrną lilijką w 1921 r. Sztandar do września 1939 r. był sztandarem Hufca ZHP Kutno. Jako sztandar wojenny przechowywany był w koszarach 37 Pułku Piechoty w Kutnie.
11 listopada 1936 r. sztandar został wyróżniony przez 37 Łęczycki Pułk Piechoty.
W czasie Bitwy nad Bzurą, koło Iłowa razem ze sztandarem 37 Łęczyckiego Pułku Piechoty został on oddany na przechowanie miejscowemu rolnikowi i od tamtej pory ślad po nim zaginął, aż do lat 90. XX w. Wówczas znaleziono go pod podłogą starej szafy i przekazano do Chorągwi Łódzkiej, z której następnie trafił do Muzeum Harcerstwa w Warszawie.
W sierpniu 2010 r. czasie Jubileuszowego Zlotu Stulecia Harcerstwa „Kraków 2010”, podczas wycieczki drużyny do tymczasowej filii Muzeum Harcerstwa w Krakowie sztandar został odnaleziony wśród eksponatów.
11 listopada 2010 r. nastąpiło uroczyste przekazanie odnalezionego sztandaru na pl. Piłsudskiego w Kutnie przez prezydenta miasta Zbigniewa Burzyńskiego i komendantkę hufca hm. Agnieszkę Ciesielską na ręce pocztu sztandarowego I KDW im. T. Rejtana, który tworzyli pwd. Adam Rakowski, Zuzanna Szczesiak, Ada Kamela. Uroczystość rozpoczęła się Mszą Świętą w kościele pod wezwaniem św. Wawrzyńca w Kutnie.
9 kwietnia 2011 r. Rada Szczepu przyjęła uchwałę dotyczącą nadania sztandarowi I KDW im. Tadeusza Rejtana rangi sztandaru I Kutnowskiego Szczepu Innominata.

## Drużynowi
- Alojzy „Głowacz” Oliński – inicjator – 1916–1917
- Felicjan Wiśniewski – 1917–1918
- Zygmunt Pawłowski – 1918–1919
- Wacław Sobczyk – 1919–1921
- Teofil Karpiński – 1922–1923
- Jan Podczaski – 1923–1930
- Karol Dobiński – 1930
- Leon Niedzielski – 1930
- Lech Bukalski – 1930
- Antoni Kamiński – 1930–1932
- Antoni Łuczyński – 1932–1934
- Henryk Steczkowski – 1934–1936
- Anna Wolinówna (Szumańska) – żeńska drużyna „Leśna Polana” – 1934–1939
- Hendryk Hiller – 1936–1937
- Wiesław Sikorski – 1937–1939
- Leonard Modrzejewski – 1945–1949
- Barbara Adamczyk (Głuch) – żeńska drużyna „Leśna Polana” – 1945
- Maria Jaczynowska – żeńska drużyna „Leśna Polana” – 1945–1946
- Jadwiga Dworek (Kołodziejska) – żeńska drużyna „Leśna Polana” – 1947–1948
- J. Salomonowicz 1949
- Fijałkowski 1949–1950
- Zbigniew Kmita 1950–1951
- Tadeusz Kozera 1956–1973
- Przemysław Zawadzki 2006–2010
- Anna Kamela 2010–2014
- Olga Rosiak 2014–2016
- Paulina Grzelak 2016–2017
- Mateusz Narkiewicz 2017–2018
- Julia Życzkowska 2018–2019
- Marcelina Czajkowska 2019–2021
- Monika Dryńkowska 2021-2024
- Wiktor Narkiewicz 2024-[potrzebny przypis][3]